# 키노 (밴드)
키노(러시아어: Кино́, 자주 대문자로 표기함, 영어: Kino)는 빅토르 초이가 이끌었던 소련의 록 그룹이다. 1980년대 소련의 가장 유명한 록 그룹이었다.

## 활동 내용

### 데뷔 및 활동 (1981-1990)
학교를 그만두고 보일러 수리공으로 일하던 빅토르 최는 그의 지인들과 함께 1981년 소련의 레닌그라드에서 밴드를 결성하였다. 당시 밴드의 첫 이름은 가린 이 기페르볼로이디(러시아어: Гарин и гиперболоиды)였으며, 이는 알렉세이 톨스토이의 소설 <엔지니어 가린의 살인광선>(Гиперболоид инженера Гарина)에서 따온 것이었다. 이 그룹은 빅토르 최, 기타리스트 알렉세이 루빈, 드러머 올레크 발린스키로 구성되어 있었는데, 발린스키는 군대로 징병되어 밴드 활동을 그만두게 되었다. 1982년 봄부터 레닌그라드 록 클럽에서 공연을 시작한 키노는 유명한 지하 록 음악가 보리스 그레벤시코프를 만나게 되었고, 이때쯤 밴드명이 키노로 바뀌게 되었다. 멤버들은 이 이름을 짧고 종합적이라는 이유로 고른 거이며, 2개의 간단한 음절밖에 가지지 않는 말이기 때문에 전 세계의 사람들이 쉽게 발음할 수 있을 것이라는 데 자부심을 가졌다. 또 나중에 최와 루빈은 밝은 영화관 간판을 보고 이 이름 - 영화관이라는 뜻의 러시아어 단어 - 을 짓게 된 것이라고 말하기도 했다. 록 음악은 반공적인 것으로 취급되었기 때문에 키노는 주로 지하 클럽에서 활동하였다. 45와 같은 그의 초기작들은 여유와 게으름, 낭만에 관련한 포크송들로 채워져있었다.
1982년 여름, 키노의 첫 앨범 45(이 앨범의 재생시간이 45분이라는 뜻에서 지어진 제목이다)가 녹음되었다. 이 앨범은 언더그라운드에서 퍼져 나갔으며 인기를 얻었다. 당시 빅토르 최는 전기 기타를 잡아본 적이 없었는데, 그로 인해 키노의 초기작(예를 들어, 45나 46)은 분명한 포크 사운드를 보이고 있다. 그 후로 4집 앨범인 노치(러시아어: Ночь)가 1986년에 나와서 인기를 끌었다. 페레스트로이카 시대가 시작되면서 언더그라운드에서 벗어났으며 1988년 7집 앨범인 혈액형(러시아어: Группа Крови)이 나와서 인기를 끌었다. 특히, 이 앨범의 제목이자 타이틀 곡이기도 한 혈액형은 대한민국의 가수인 윤도현 밴드와 한대수에 의해 각각 리메이크되었다. 윤도현 밴드의 경우 '록 음악 다시 부르기' 앨범에, 한대수의 경우 '이성의 시대, 반역의 시대' 앨범에 수록되어 있다.

### 해체(1990)
1989년부터는 외국 공연을 시작하였다. 하지만, 빅토르 최는 1990년 8월 15일 리가 인근의 투쿰스 마을에서 의문의 교통사고로 생을 마감하였다. 대한민국에서의 공연을 한 달 남겨두고 일어난 일이었다. 그는 당시 소련의 공산당 서기장이었던 미하일 고르바초프와도 친분이 있을 정도로 개혁의 상징적 인물이었는데, 이것 때문에 당시 소련 공산당 내부의 보수파에 의해 살해되었다는 음모론이 돌기도 했다. 당시 고르바초프는 개혁을 민중들에게 알리기 위해 대중음악의 필요를 역설하였고, 이를 위해 빅토르 최와 그가 중심이 된 키노를 필요로 하였다. 빅토르 최의 유작인 "검은 앨범"을 발매한 직후, 키노는 해체된다.

## 해체 이후

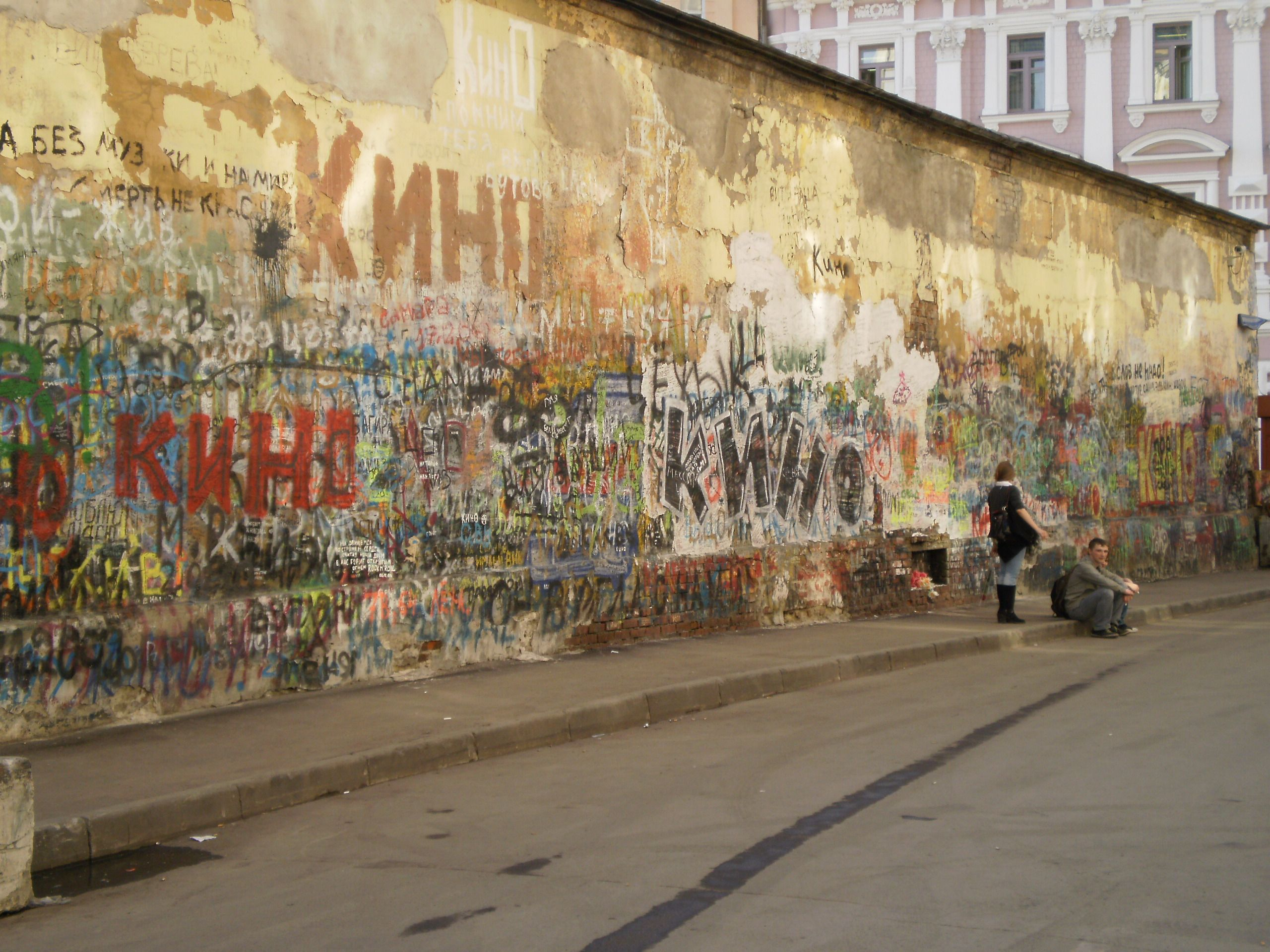
벽이 키노의 팬들이 초이의 죽음을 기리기 위해 써놓은 여러 메시지로 뒤덥혀 있다.

소련에서의 인기는 이 밴드가 해체된 이후에도 지속되었으며, 많은 러시아의 벽과 담장 등이 "Цой жив"(러시아어로 '최는 살아 있다')와 КИНО 같은 문구로 뒤덥혔다. 2008년에는 빅토르 최의 사고현장인 투쿰스에 그의 동상이 건립되었다.

## 음악적 성향
많은 키노의 노래는 빅토르 최가 작업하였다. 노래의 주제는 자유와 민주주의, 삶에 관한 주제를 모두 포함한다. 또한 사회적인 것들도 주제가 되었다.

## 구성원
- 빅토르 최 (Виктор Цой) - 리드 보컬, 기타
- 유리 카스파랸 (Юрий Каспарян) - 리드 기타
- 이고리 티호미로프 (Игорь Тихомиров) - 베이스
- 게오르기 구리야노프 (Георгий Гурьянов) - 드럼

## 앨범

### 스튜디오 앨범
| 원본 제목              | 번역 제목             | 발매 년도 |
| ---------------------- | --------------------- | --------- |
| 45                     | 45                    | 1982      |
| Начальник Камчатки     | 캄차카 책임자         | 1984      |
| Это не Любовь...       | 이건 사랑이 아니야... | 1985      |
| Ночь                   | 밤                    | 1986      |
| Группа Крови           | 혈액형                | 1988      |
| Звезда по Имени Солнце | 태양이라는 이름의 별  | 1989      |
| Чёрный Альбом          | 검은 앨범             | 1990      |

### 컴필레이션
| 원본 제목                     | 번역 제목                          | 발매 년도 |
| ----------------------------- | ---------------------------------- | --------- |
| Неизвестные песни Виктора Цоя | 빅토르 초이의 알려지지 않은 노래들 | 1982      |
| 46                            | 46                                 | 1983      |
| Последний Герой               | 최후의 영웅                        | 1989      |
| История Этого Мира            | 이 세계의 역사                     | 2000      |

### 라이브
| 원본 제목            | 번역 제목            | 발매 년도 |
| -------------------- | -------------------- | --------- |
| Концерт в Рок-Клубе  | 록 클럽에서의 콘서트 | 1985      |
| Акустический Концерт | 어쿠스틱 콘서트      | 1987      |